# Сламбекова, Сымбат Кажибаевна
Сымбат Кажибаевна Сламбекова (род. 3 мая 1994, Караганда) — полузащитница ЖФК «Астана».

## Клубная карьера
В футбол начала играть в 2007 году в «БИИК-Казыгурт». В 2011 году перешла в «Шахтёр-КарГУ». В 2015 году отыграла один сезон в «Кокше». С 2016 года является игроком женской команды «Астана».

## Карьера в сборной
Сламбекова с 2009 по 2011 годы играла в молодёжной сборной Казахстана. Провела 3 матча и не забила не одного гола.

## Личная жизнь
В 2012 году окончила КарГУ.